# Santa Escolástica (Monasterio de San Salvador)
Santa Escolástica es una talla de 1783 atribuida al círculo de Luis Salvador Carmona. Está ubicada en el Monasterio de San Salvador de Celanova, en Orense (Galicia, España).

## Historia
A lo largo del tiempo se ha discutido acerca de la autoría de la imagen; varios expertos la han adjudicado a la producción de Francisco de Castro Canseco, mientras que otros han negado dicha atribución en base a análisis estilísticos.: 283  Un documento relativo a la creación de la talla en el que la misma se fecha en 1783 permite descartar con total seguridad a Canseco debido a su fallecimiento en 1724: «Habiendo caido un rayo en la media naranja, la noche del nueve al diez de febrero de 1783 y derribando la linterna con que remataba dicha media naranja y el corredor de piedra que le circundaba por la parte de afuera y hecho esto varios estragos [...] destruyó el rayo la imagen de Santa Escolástica que estaba en las andas y se hizo en Madrid otra, a la que se puso diadema de plata sobredorada...»: 283 : 96  (el hecho de que el 10 de febrero sea la festividad de la santa explica la presencia de la talla sobre las andas en el crucero en vez de en su retablo en el trascoro, donde recibía culto, por lo que la imagen se hubiese salvado de haber tenido lugar la tormenta en otra fecha). 
Teniendo en cuenta que la obra fue elaborada en Madrid y que en 1752 se fundó la Real Academia de Bellas Artes de San Fernando (la cual impuso modelos oficiales a seguir por los escultores), el autor tuvo que ser un tallista importante asentado en la capital española a mediados del siglo xviii. Atendiendo a caracteres estilísticos y formales como el acartonado y enlatonado de los drapeados, rasgo típico de Gregorio Fernández, la figura podría relacionarse con el entorno de Luis Salvador Carmona, sobre todo con su sobrino José,: 283  autor de dos tallas (San Lorenzo y San Camilo de Lelis) emplazadas en la Iglesia de Santa María de Astariz (Orense), ambas realizadas en Madrid en 1775 según la inscripción presente en las peanas: 472  e inferiores a la imagen de Santa Escolástica a nivel plástico.: 283 

## Descripción
Santa Escolástica figura representada con hábito negro ribeteado en dorado y toca blanca, atuendo de la Orden de San Benito, quien era su hermano. De pliegues angulosos y almidonados (reminiscencia de Fernández) aunque con cierto nivel de movimiento, la santa muestra el rostro alzado con la vista dirigida al cielo y tiene ambos brazos flexionados, portando en la mano izquierda un báculo abacial (fundó un monasterio femenino en Piumarola del que fue abadesa) y en la derecha un libro referente a la regla benedictina sobre el cual se halla posada una paloma (atributo personal de la santa) en alusión a su muerte: «Escolástica falleció [...] y su hermano, estando en oración, vio el alma de su hermana como una blanca paloma que, saliendo de su cuerpo, ascendía al cielo». Respecto a la «diadema de plata sobredorada» que figura en el documento relativo a la destrucción de la imagen precedente, esta pieza ya no se conserva y podría haber sido colocada en referencia a su condición de baronesa o abadesa.: 283 
La talla recibe culto en el mismo retablo que la imagen anterior, de estilo barroco elaborado durante el abadengo de fray Ruperto Carrasco, entre 1734 y 1737: «Hiciéronse dos retablos en los lados de las puertas del coro bajo, el uno dedicado a Santa Escolástica y el otro a Santa Gertrudis que se doraron y se pintaron como hoy se ve».: 93  La datación de estas dos piezas permite fechar a su vez la anterior imagen de la santa, la cual estaría situada a medio camino entre el barroco y el rococó al igual que la actual.